# Division 1 1956-57
La Division 1 1956-57 fue la 19.ª temporada del fútbol francés profesional. AS Saint-Étienne se proclamó campeón con 49 puntos, obteniendo su primer título.

## Equipos participantes
| - Angers SCO - RC Lens - Olympique Lyonnais - Olympique de Marseille - FC Metz - AS Monaco FC - FC Nancy - OGC Nice - Nîmes Olympique |  | - RC Paris - Stade de Reims - Stade Rennais UC - AS Saint-Étienne - UA Sedan-Torcy - FC Sochaux-Montbéliard - RC Strasbourg - Toulouse FC - US Valenciennes-Anzin |

## Tabla de posiciones
| Pos. | Equipo                 | Pts. | PJ | G  | E  | P  | GF | GC | Dif. | Clasificación                                |
| ---- | ---------------------- | ---- | -- | -- | -- | -- | -- | -- | ---- | -------------------------------------------- |
| 1    | AS Saint-Étienne (C)   | 49   | 34 | 20 | 9  | 5  | 88 | 45 | +43  | Clasificado a la Copa de Campeones de Europa |
| 2    | RC Lens                | 45   | 34 | 21 | 3  | 10 | 77 | 49 | +28  |                                              |
| 3    | Stade de Reims         | 43   | 34 | 18 | 7  | 9  | 73 | 47 | +26  |                                              |
| 4    | RC Paris               | 42   | 34 | 17 | 8  | 9  | 86 | 55 | +31  |                                              |
| 5    | AS Monaco FC           | 40   | 34 | 17 | 6  | 11 | 57 | 44 | +13  |                                              |
| 6    | Olympique de Marsella  | 39   | 34 | 16 | 7  | 11 | 60 | 53 | +7   |                                              |
| 7    | FC Sochaux-Montbéliard | 33   | 34 | 14 | 5  | 15 | 63 | 62 | +1   |                                              |
| 8    | Toulouse FC            | 32   | 34 | 12 | 8  | 14 | 61 | 49 | +12  |                                              |
| 9    | UA Sedan-Torcy         | 32   | 34 | 9  | 14 | 11 | 51 | 59 | −8   |                                              |
| 10   | Nîmes Olympique        | 31   | 34 | 13 | 5  | 16 | 52 | 56 | −4   |                                              |
| 11   | Angers SCO             | 31   | 34 | 10 | 11 | 13 | 42 | 51 | −9   |                                              |
| 12   | Olympique Lyonnais     | 30   | 34 | 13 | 4  | 17 | 45 | 53 | −8   |                                              |
| 13   | OGC Nice               | 30   | 34 | 11 | 8  | 15 | 59 | 72 | −13  |                                              |
| 14   | US Valenciennes-Anzin  | 29   | 34 | 10 | 9  | 15 | 43 | 72 | −29  |                                              |
| 15   | FC Metz                | 28   | 34 | 9  | 10 | 15 | 51 | 58 | −7   |                                              |
| 16   | Stade Rennais UC (D)   | 27   | 34 | 11 | 5  | 18 | 36 | 63 | −27  | Descenso a Division 2                        |
| 17   | RC Strasbourg (D)      | 26   | 34 | 9  | 8  | 17 | 43 | 66 | −23  | Descenso a Division 2                        |
| 18   | FC Nancy (D)           | 25   | 34 | 8  | 9  | 17 | 43 | 76 | −33  | Descenso a Division 2                        |

 Fuente: footballdatabase.eu
Notas:
1. ↑  El AS Saint-Étienne también se clasificó a la Copa Latina 1957 como campeón de liga.
2. ↑  Campeón de la Copa de Francia

## Resultados
| Local \ Visitante      | ANG | LEN | LYO | MAR | MET | MOC | NAN | NIC | NIM | RCP | REI | REN | STE | SED | SOC | STR | TOU | VAL |
| ---------------------- | --- | --- | --- | --- | --- | --- | --- | --- | --- | --- | --- | --- | --- | --- | --- | --- | --- | --- |
| Angers SCO             | —   | 1–0 | 0–2 | 2–2 | 0–3 | 0–2 | 3–0 | 0–1 | 1–1 | 1–1 | 2–2 | 2–0 | 0–1 | 0–0 | 4–0 | 4–1 | 2–5 | 2–0 |
| RC Lens                | 0–3 | —   | 3–1 | 2–0 | 3–1 | 3–1 | 3–1 | 6–1 | 4–0 | 2–0 | 2–1 | 3–0 | 0–2 | 1–0 | 3–1 | 0–2 | 4–1 | 0–0 |
| Olympique Lyonnais     | 2–1 | 3–0 | —   | 2–0 | 1–0 | 1–0 | 0–1 | 1–0 | 4–1 | 1–2 | 0–3 | 2–0 | 1–3 | 1–1 | 0–1 | 3–1 | 1–3 | 1–0 |
| Olympique de Marsella  | 0–0 | 1–4 | 3–2 | —   | 3–3 | 2–0 | 3–1 | 3–1 | 3–1 | 0–3 | 1–2 | 1–0 | 4–3 | 3–0 | 2–3 | 3–1 | 3–0 | 4–1 |
| FC Metz                | 0–1 | 1–5 | 3–1 | 1–0 | —   | 1–2 | 1–1 | 3–3 | 3–1 | 2–2 | 2–5 | 1–1 | 1–2 | 3–1 | 1–3 | 2–0 | 4–1 | 2–2 |
| AS Monaco FC           | 1–1 | 1–2 | 2–0 | 1–0 | 2–1 | —   | 0–2 | 2–1 | 4–1 | 1–1 | 1–1 | 4–0 | 3–1 | 2–1 | 2–1 | 1–2 | 1–1 | 6–0 |
| FC Nancy               | 2–2 | 0–2 | 0–2 | 0–1 | 0–2 | 0–2 | —   | 4–2 | 1–0 | 2–5 | 0–0 | 4–0 | 1–7 | 3–2 | 1–3 | 3–3 | 1–1 | 1–4 |
| OGC Nice               | 1–1 | 3–2 | 1–0 | 1–3 | 1–1 | 0–2 | 3–2 | —   | 5–2 | 1–1 | 2–1 | 0–2 | 2–2 | 1–0 | 4–2 | 1–0 | 1–0 | 2–2 |
| Nîmes Olympique        | 3–1 | 2–3 | 2–0 | 2–0 | 1–1 | 3–1 | 4–0 | 3–2 | —   | 4–2 | 1–2 | 2–1 | 0–0 | 2–1 | 3–0 | 4–1 | 0–1 | 2–3 |
| RC Paris               | 6–2 | 5–0 | 1–2 | 1–3 | 4–1 | 2–1 | 6–1 | 3–2 | 0–0 | —   | 4–2 | 3–0 | 1–2 | 1–2 | 3–1 | 2–0 | 6–2 | 3–1 |
| Stade de Reims         | 1–2 | 3–2 | 4–1 | 1–1 | 2–1 | 5–1 | 4–1 | 3–1 | 2–0 | 2–4 | —   | 3–1 | 4–5 | 0–1 | 1–0 | 3–1 | 2–0 | 1–1 |
| Stade Rennais UC       | 4–1 | 1–4 | 2–1 | 1–1 | 1–0 | 0–1 | 0–3 | 2–3 | 2–1 | 2–2 | 1–1 | —   | 1–0 | 2–0 | 2–0 | 2–1 | 1–0 | 3–0 |
| AS Saint-Étienne       | 3–0 | 3–1 | 3–2 | 6–3 | 2–0 | 0–1 | 6–1 | 4–2 | 4–0 | 3–1 | 0–0 | 2–0 | —   | 2–2 | 6–0 | 2–2 | 0–0 | 5–4 |
| UA Sedan-Torcy         | 1–1 | 4–4 | 2–2 | 1–1 | 3–2 | 3–3 | 1–1 | 3–3 | 1–0 | 1–1 | 0–4 | 1–1 | 2–6 | —   | 1–0 | 3–1 | 1–1 | 3–0 |
| FC Sochaux-Montbéliard | 0–0 | 2–2 | 3–1 | 3–0 | 1–1 | 1–1 | 3–1 | 4–2 | 3–1 | 3–5 | 2–0 | 3–1 | 1–1 | 5–2 | —   | 6–0 | 1–3 | 4–0 |
| RC Strasbourg          | 0–2 | 1–4 | 2–0 | 2–3 | 1–0 | 2–4 | 0–0 | 2–2 | 0–4 | 2–1 | 1–3 | 2–0 | 1–1 | 0–0 | 3–2 | —   | 0–0 | 6–0 |
| Toulouse FC            | 5–0 | 1–2 | 2–2 | 0–1 | 1–2 | 3–0 | 1–2 | 4–3 | 0–1 | 3–3 | 4–0 | 6–0 | 3–0 | 2–3 | 2–0 | 1–1 | —   | 4–0 |
| US Valenciennes-Anzin  | 1–0 | 2–1 | 1–2 | 2–2 | 1–1 | 2–1 | 0–0 | 2–1 | 0–0 | 3–1 | 1–5 | 5–2 | 1–1 | 0–4 | 3–1 | 0–1 | 1–0 | —   |

Promovidos de la Division 2, quienes jugarán en la Division 1 1957/58:
- Olympique Alès: Campeón de la Division 2
- AS Béziers: Segundo lugar
- Lille OSC: Tercer lugar

## Goleadores
| #  | Jugador           | Nacionalidad    | Club                   | Goles |
| -- | ----------------- | --------------- | ---------------------- | ----- |
| 1  | Thadée Cisowski   | Francia Polonia | RC Paris               | 33    |
| 2  | Just Fontaine     | Francia         | Stade de Reims         | 30    |
| 3  | Egon Jonsson      | Suecia          | RC Lens                | 29    |
| -  | Eugène Njo-Léa    | Francia         | AS Saint-Étienne       | 29    |
| 5  | Rachid Mekloufi   | Francia         | AS Saint-Étienne       | 25    |
| 6  | Gunnar Andersson  | Suecia          | Olympique de Marseille | 23    |
| 7  | Hassan Akesbi     | Marruecos       | Nîmes Olympique        | 20    |
| 8  | Maryan Wisnieski  | Francia         | RC Lens                | 17    |
| -  | Pierre Grillet    | Francia         | RC Paris               | 17    |
| -  | René Gardien      | Francia         | FC Sochaux-Montbéliard | 17    |
| 11 | Eduardo Di Loreto | Argentina       | Toulouse               | 16    |
| 12 | Célestin Oliver   | Francia         | UA Sedan-Torcy         | 15    |
| -  | Ginès Liron       | Francia         | FC Sochaux-Montbéliard | 15    |